# Скорба
Храмовий комплекс Скорба — мегалітичні руїни на північній частині регіону Зеббіе (Żebbieħ) на Мальті, що дають уявлення про найдавніший періоді місцевої культури епохи неоліту. Розкопки Скорби проводилися лише на початку 1960-х років, доволі пізно у порівнянні з іншими мегалітичні храмами Мальти, деякі з яких вивчалися вже з початку XIX століття. Включено до списку Всесвітньої спадщини ЮНЕСКО в складі мегалітичних храмів Мальти.
Храм погано зберігся, особливо порівняно з такими, як Хаджар-Кім та Таршіен. Проте саме в околицях Скорби виявлено надзвичайно важливі археологічні знахідки.

## Опис

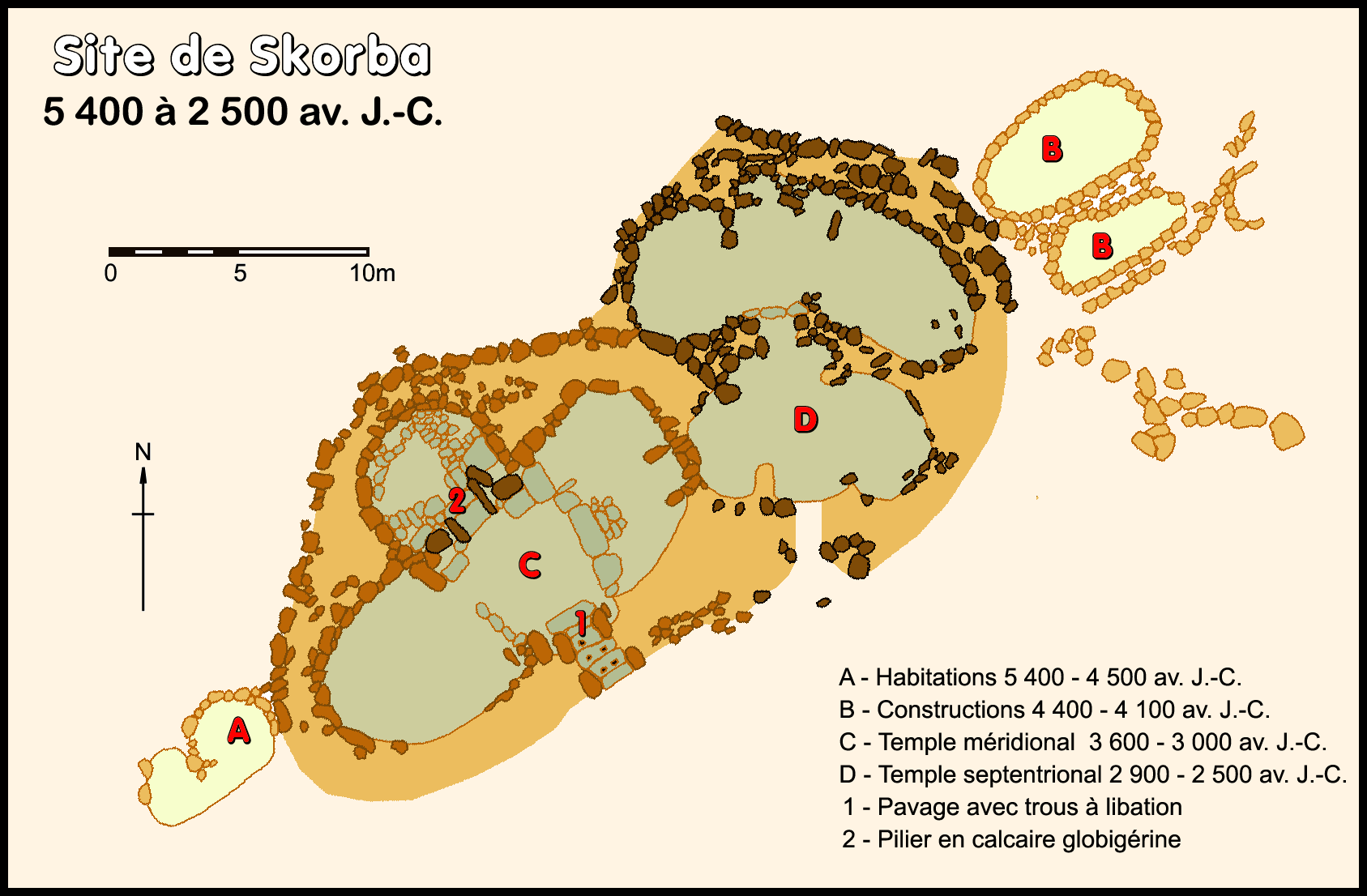
План Скорби

Приблизно за 12 століть до спорудження храму на його місці виникло село. Найдавніша зі знайдених споруд — стіна завдовжки 11 метрів на захід від першого входу до храму. Серед знахідок біля цієї стіни було виявлено артефакти, пов'язані з найдавнішим поселенцям острова, епохи Гхар-Далам, зокрема й залишки вугілля, які датуються 4850 р. до н. е.
Коли відомий мальтійська археолог Темі Замміт проводив розкопки довколишнього храму Та' Хаджрат, на місці Скорби із землі виступав єдиний вертикальний камінь. Археологи ігнорували цей курган доти, поки Девід Трамп не провів тут розкопки 1960 і 1963 року.
У Скорбі археологами було розкопано серію вертикальних мегалітів (ортостати) (висота одного з них сягає 3,4 метра), нижню частину основи храму, плити бруківки з отворами для вливань під входом порталу та бруковану підлогу трьохапсидного храму. Така трьохапсидна форма була характерною для періоду Джгантія мальтійської хронології. Велика частина перших двох апсид і весь фасад були цілковито знищені.
Північна стіна знаходиться в кращому стані. Спочатку вхід до храму починався з двору, але пізніше, на стадії Таршіен мальтійської хронології, браму до храму було закрито, а вівтарі розташовано в кутках конструкції. На схід від цього храму у період Таршіен мальтійської хронології був споруджений ще один храм з чотирма апсидами та центральною нішею.

## Кераміка
Кераміка, знайдена в околицях Скорби, ділиться на дві категорії: період «сірої Скорби» (4500-4400 рр.. до н. е., який відповідає сицилійської кераміці Серра д'Альто) та період «червоної Скорби» (4400-4100 роки до н. е., що відповідає сицилійській кераміці Діана). За типами кераміки названо два хронологічні періоди доісторичної Мальти.

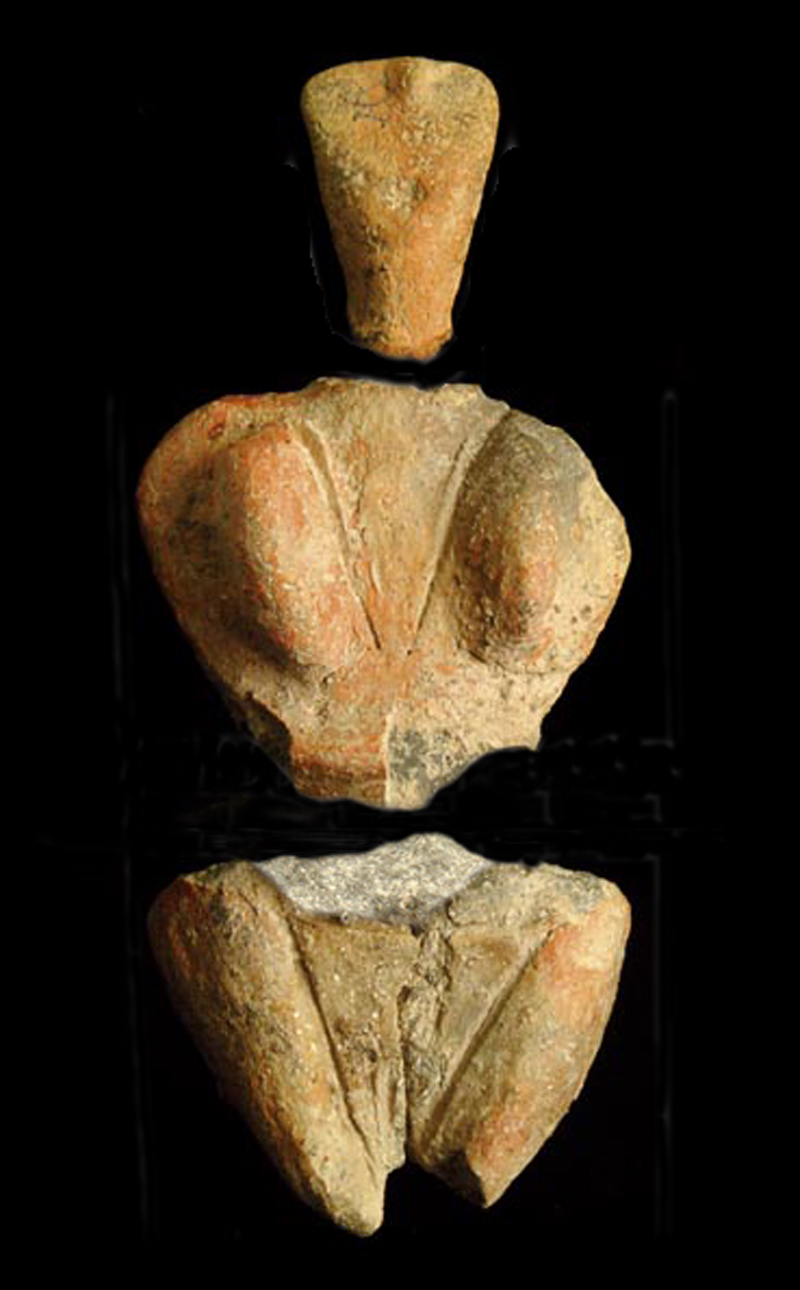
Теракотова Мати-Богиня, виявлена в Скорбі. Археологічний музей в Ла-Валлетті
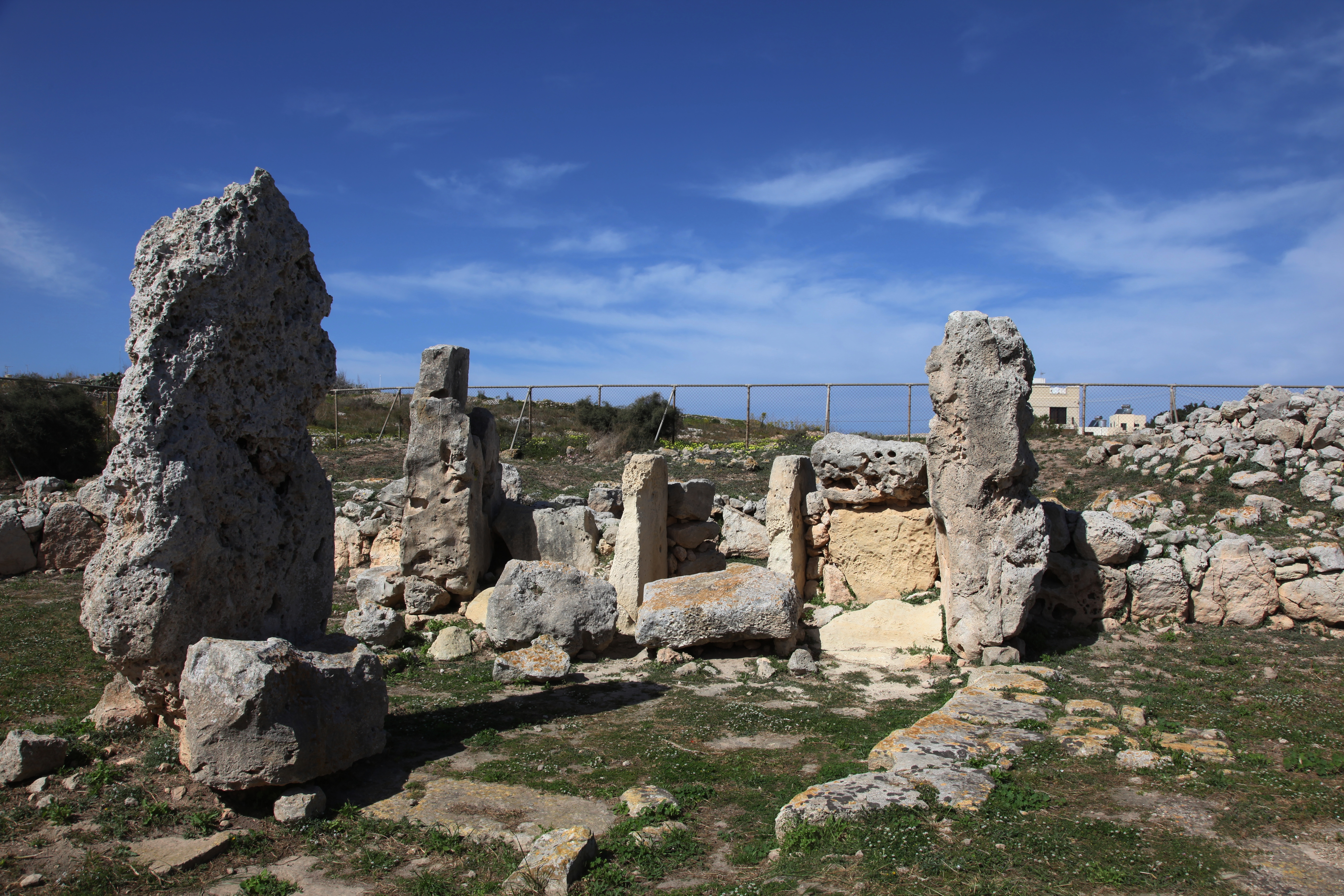
Руїни Скорби
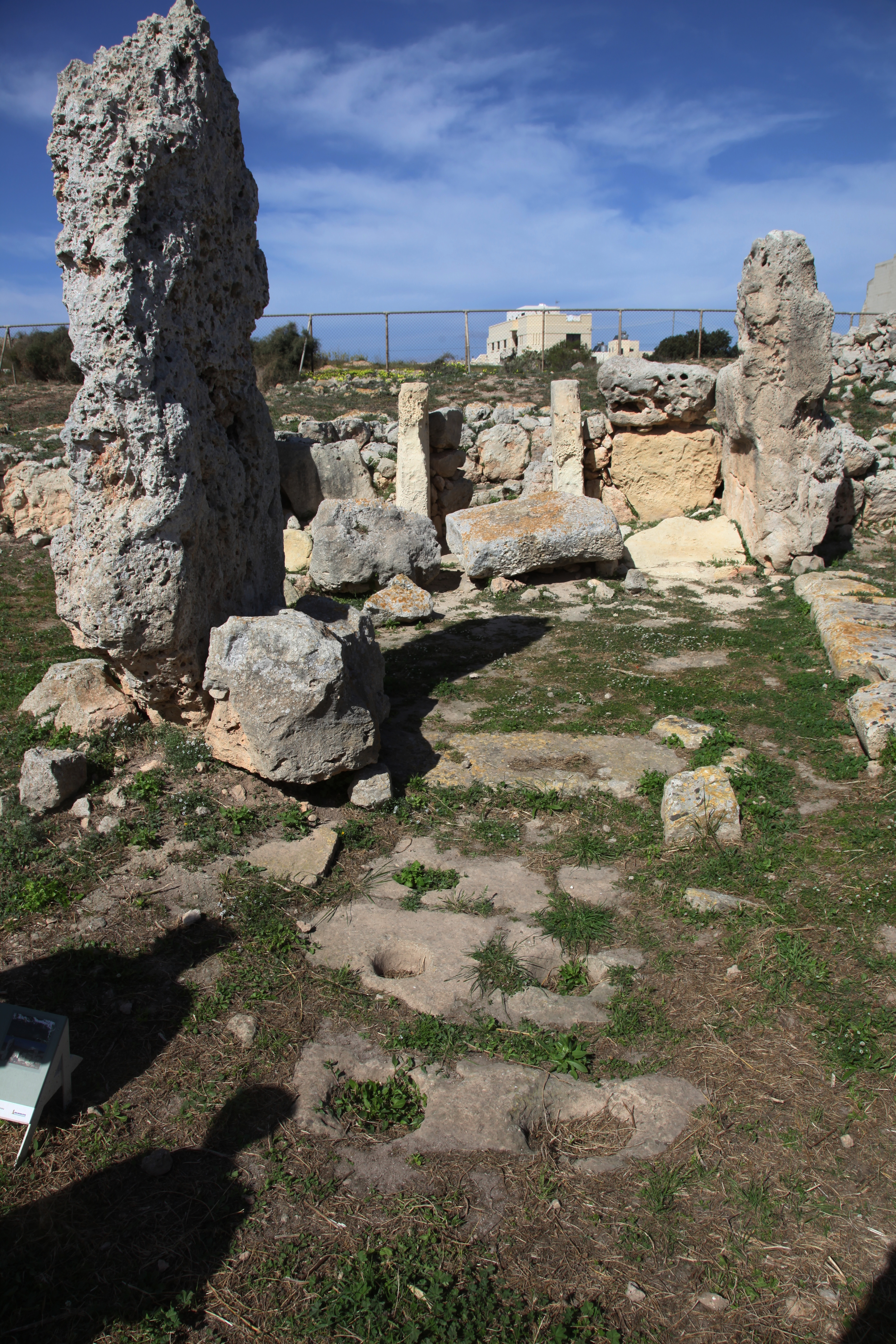
Руїни Скорби
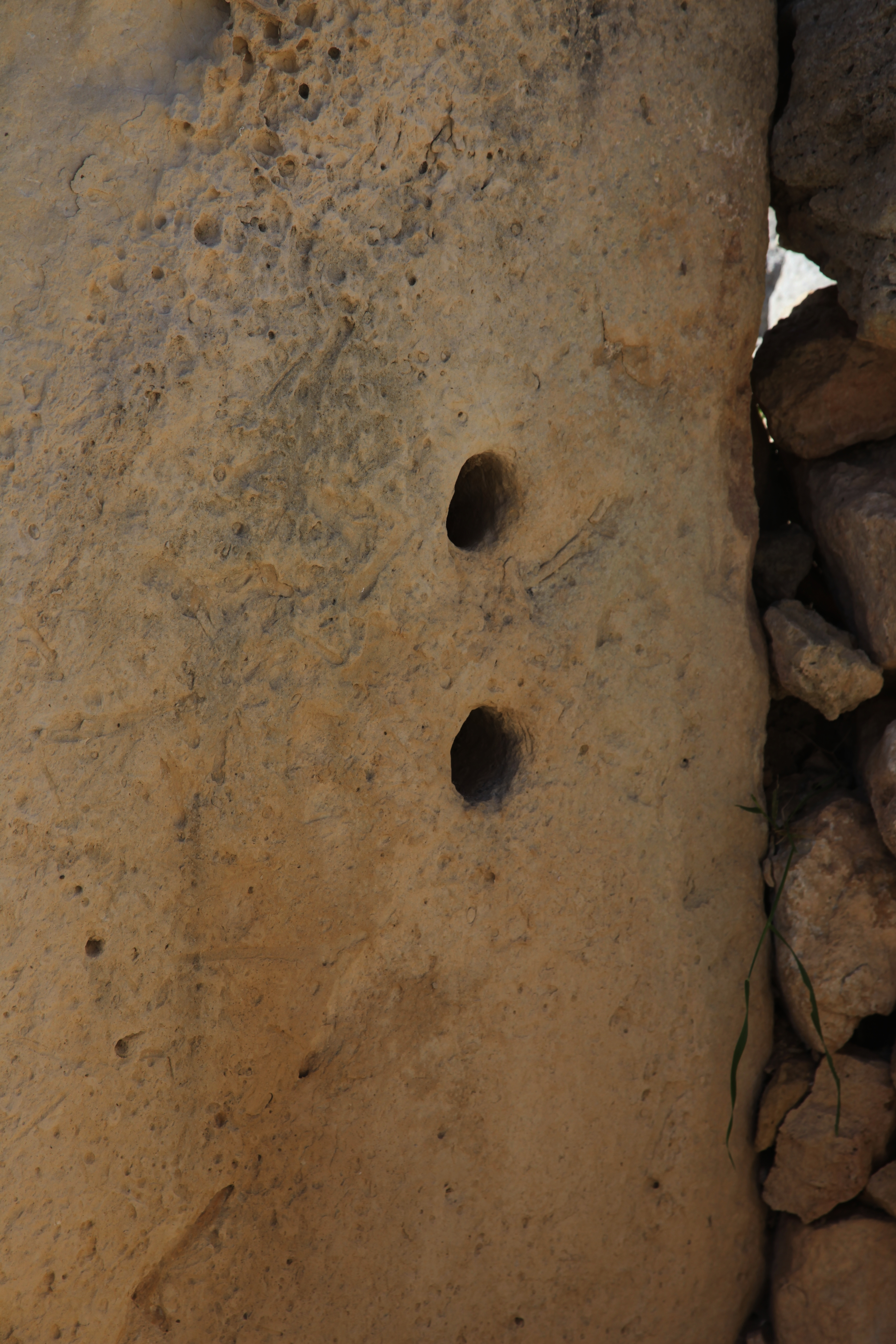
Деталь храму